# Epidemia wirusa MERS w Korei Południowej (2015)
Epidemia wirusa MERS w Korei Południowej – epidemia wirusa MERS w Korei Południowej, której pierwszy przypadek zachorowania miał miejsce 20 maja 2015 roku.

## Wybuch epidemii
Pierwszy przypadek zakażenia wirusem MERS zanotowano 20 maja 2015 roku u 68-letniego mężczyzny, który wrócił z podróży służbowej po krajach na Półwyspie Arabskim. Do 14 czerwca 2015 roku zanotowano 186 przypadków zachorowań, z czego 36 osób zmarło. Z powodu wybuchu epidemii zostało tymczasowo zamknięte 2208 szkół, w tym 20 uniwersytetów.